# Ложный Пётр III

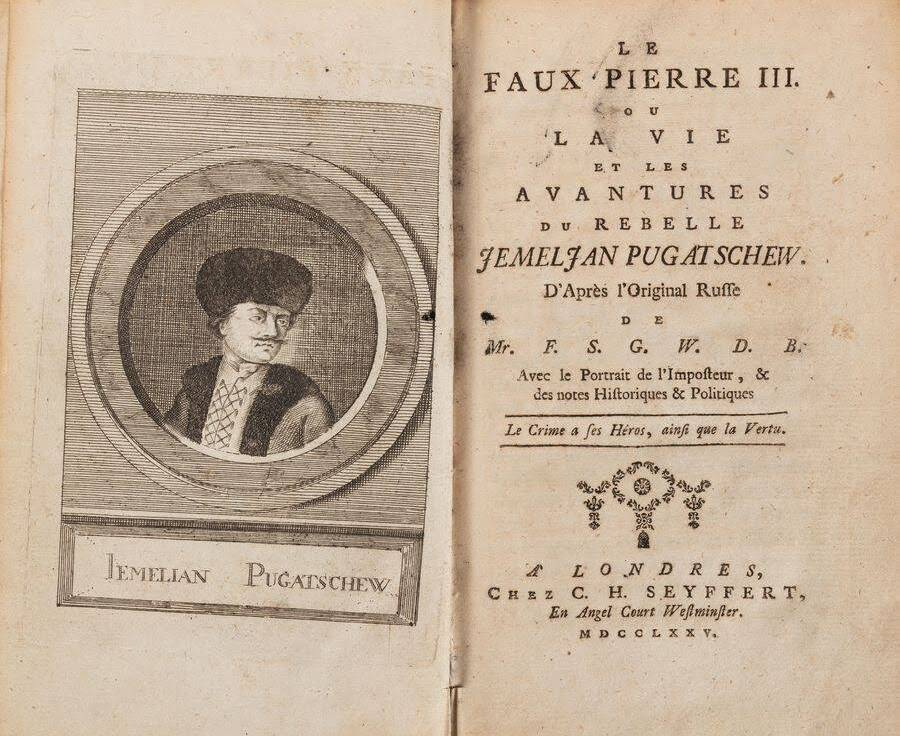
Фронтиспис с фантастическим портретом Емельяна Пугачёва и титульный лист первого издания романа

«Ложный Пётр III, или Жизнь и приключения бунтовщика Емельяна Пугачёва. С русского оригинала г-на Ф. С. Г. В. Д. Б. С портретом самозванца, историческими и политическими примечаниями» (фр. Le faux Pierre III ou la vie et les aventures du rebelle Jemeljan Pugatschew». D’après l’original Russe de Mr. F.S.G.W.D.B. Avec le portrait de l’imposteur, et notes historiques et politiques) — анонимный роман, посвящённый жизни Емельяна Пугачёва, предводителя Крестьянской войны в России. Создан через 7 месяцев после казни Пугачёва в январе 1775 года. Впервые издан в том же году в Западной Европе (предположительно — в Лондоне или Амстердаме) на французском языке с указанием, что является переводом с русского. Считается первым иностранным сочинением о восстании 1773—1775 годов. Одной из главных задач автора было представить Пугачёва поборником свободы, вождём восстания против абсолютизма и рабства. В 1776 году появился перевод на немецкий язык, а в 1809 году к нему добавилось ещё два: итальянский и русский. Московская переработка стала первой книгой о Пугачёве, изданной на русском языке. Несмотря на сокращения и переделки уже после публикации издание было запрещено по цензурным соображениям. Однако была изъята лишь малая часть тиража, книга получила распространение, многие экземпляры впоследствии сохранились в различных собраниях, библиотеках. В 1809 году в Париже под названием «История Пугачёва» была издана сокращённая переделка книги.

## История

### Предыстория

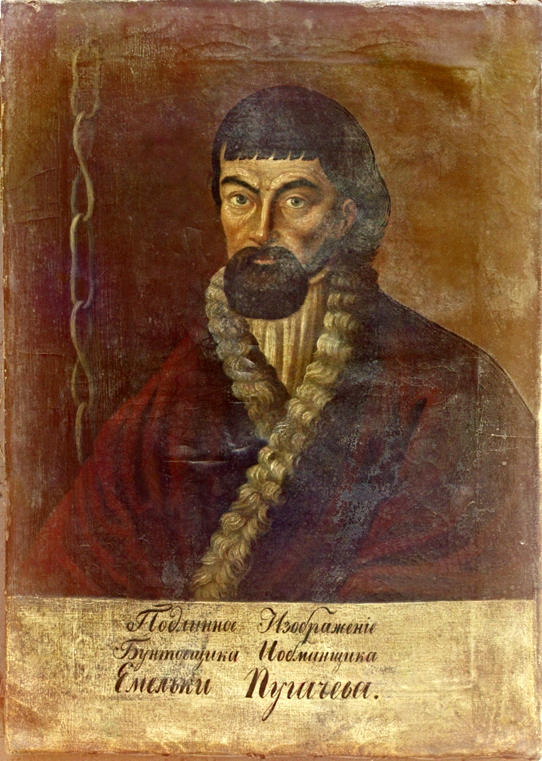
Портрет Пугачёва, писанный с натуры масляными красками (надпись на портрете: «Подлинное изображение бунтовщика и обманщика Емельки Пугачёва»)

Крупное восстание 1773—1775 годов под предводительством донского казака Емельяна Пугачёва против правительства императрицы Екатерины II вызвало большой интерес в Западной Европе. Различного рода сообщения, как вполне достоверные, так и совершенно нелепые, о событиях из России регулярно публиковались в европейской прессе. Восстание привлекло пристальное внимание правительств ведущих европейских столиц. После подавления в 1775 году, до 1800 года появилось 16 сочинений, посвящённых восстанию. Во всех центральное место было отведено судьбе Пугачёва.
В 1775 году появилось три книги, посвящённые восстанию: немецкая брошюра «Правдивое известие о предательствах и опустошениях Емельки Пугачёва, а также описание его казни»; сообщение английского путешественника Натаниэля Раксолла (Nathaniel Wraxall), получившего информацию при посещении Петербурга (Cursory Remarks Made in a Tour Through Some of the Northern Parts of Europe, Particularly Copenhagen, Stockholm and Petersburgh), а также, вероятно, первая из них — «Ложный Пётр III, или жизнь и приключения бунтовщика Емельяна Пугачёва. С русского оригинала г-на Ф. С. Г. В. Д. Б. С портретом самозванца, историческими и политическими примечаниям». «Ложный Пётр III» вышел на французском языке предположительно в Лондоне или Амстердаме с указанием, что роман является переводом с русского.

### Содержание
«Ложный Пётр III» считается первым западноевропейским сочинением о Пугачёве. Автор «перевода», скрывшийся за инициалами F. S. G. W. D. B., прямо указывал в одном из примечаний, что книга является романом. Кроме того, в предисловии отмечалось, что и русский оригинал представляет собой, по его мнению, скорее «роман», чем исторический труд, но один его «просвещённый друг» переубедил его в том, что это не так. После этого совета «переводчик» решился издать книгу, «не принимая, впрочем, на себя ответственности за достоверность излагаемых в ней фактов». Установлено, что никакого русского первоисточника не существовало, французское издание является первичным. Модест Корф, русский государственный деятель, историк и библиограф в статье «Псевдопереводы с русского по материалам Публичной библиотеки. (1737—1822)» (1866) отмечал ряд несуразностей и фактов, свидетельствующих о европейском происхождении книги: французская манера изложения; отсутствие романа в фондах библиотек, а также письменных свидетельств и библиографических сведений о существовании русского источника до 1775 года. По мнению некоторых исследователей (историк Ольга Корнилович, литературовед Георгий Блок), книга наполнена огромным количеством всякого рода авантюрных приключений, фантастических слухов, выдумок, а также ошибок в области российских реалий. По наблюдению историка Инны Шарковой, некоторые из ошибок, приводимых Корнилович и Блоком, отсутствуют в оригинале, а другие вкрались в русский перевод. Вместе с тем Блок отмечал, что книга имела влияние даже на серьёзных исследователей первой трети XIX века, но и позже сохранила некоторое значение: «…источник, которым пользовался автор „Ложного Петра“, был не сплошь порочен. Этому источнику нельзя отказать в некоторой, правда очень ограниченной, ценности. А в известных своих частях он и до сих пор незаменим».
В книге смешаны вымышленные события с достоверными фактами. Условно содержание можно разделить на две части: в первой, которая содержит около 60 % текста, речь идёт о жизни Пугачёва до восстания, а вторая посвящена событиям войны в России. Лейтмотивом книги является стремление показать, что в основе поведения донского казака Емельяна Пугачёва, «которому счастье отказало в некоторых дарах своих, как то в богатстве и знатном имени», было неуклонное желание завоевать свободу и справедливость не только для себя, но и для народа. «Его мятежный дух с ужасом отвергал идею рабства, которому чувствовал себя принужденным повиноваться, и Пугачёв, воспитанный с правилами самой строгой и рабской подчинённости, дышал только независимостью и свободою», — подчёркивалось в книге. На общую направленность сочинения указывал эпиграф: «Преступление, равно как и добродетель, имеет своих героев». «Первая часть» почти полностью вымышлена: действие в ней происходит в Европе, где Пугачёв, выступающий под именем итальянского графа Занарди, занимается изучением «людей, нравов и обыкновений народов, политики, войны, коммерции, и бесплодно пытаясь найти свободу и истинных людей-героев». По книге Пугачёв глубоко образованный человек, владел семью языками. Он проходил службу в русской и прусской армиях, был вхож в аристократическое общество. Сюжет перемежается рассуждениями автора о европейских реалиях и справедливом государстве, в котором высшими ценностями станут свобода, общественное равенство, религиозная свобода и т. д. Кроме вымышленной биографии Пугачёва в «первой части» содержатся и реальные факты из его жизни, видимо, основанные на сообщениях европейских изданий и официальных документов Российской империи. Действие второй части происходит во время восстания и насыщено рядом подлинных исторических фактов, что довольно удивительно, учитывая то, что роман написан «по горячим следам». Бо́льшую достоверность российской части повествования объясняют тем, что в её основу положены подлинные исторические документы.
В книге всячески подчёркивается свободолюбивый характер действий Пугачёва и его сподвижников, выступивших против абсолютистской власти. Благородные устремления вождя восстания, по мысли автора, с полным правом позволяют поставить его на один уровень с другими героями «добродетели», среди которых указываются французский король Генрих IV, российский император Пётр I, руководитель Английской революции Оливер Кромвель, великие полководцы — маршалы Франции Тюренн и Конде, главнокомандующий Священной Римской империи Евгений Савойский и др. Одним из главных объектов критики является российский абсолютизм, методы управления Екатерины II, повинной, по словам Пугачёва, в утрате в стране свободы. Общественные воззрения поданные в книге близки к представлениям французского просветителю Жан-Жака Руссо, причём текст не даёт однозначного ответа на то, является ли автор их сторонником или критиком, так как их провозглашает «разбойник». Как бы то ни было, книга стала частью антифеодальной литературы второй половины XVIII века, обоснованием необходимости коренных перемен в обществе. На это указывает и тот факт, что книга сохраняла анонимность в отношении автора не только во Франции, но и за рубежом.
Издание было снабжено примечаниями «автора русского оригинала» и «французского переводчика», причём помимо комментирования исторических, географических и культурных реалий России и Европы, между ними ведётся «полемика» по различным вопросам (рабстве и свободе, сущности самозванства, религии и т. д.). Однако характер текста романа и его русско-французских комментариев схож, что среди прочего указывает на то, что «автор» и «переводчик» — одно и тоже лицо. Шаркова пришла к выводу, что с учётом достоверности книги, знания многих реалий истории, географии и культуры страны, хода восстания и его итогов, автором романа был россиянин или же иностранец, живший в России, владевший русским языком и имеющий хорошее представление о стране.

### Переводы и адаптации
После появления в книготорговле, в конце сентября — начале октября 1775 года, роман снискал значительную популярность не только в Европе, но и в России. В 1776 году появился перевод с французского на немецкий язык (Leben und Abentheuer des berüchtigten Rebellen Jemeljan Pugatschew welcher sich in dem südlichen Russland für Peter III. ausgab. Nach dem Russischen Original des Hrn. S.G.W.D.B. in das Französische und aus diesem in das Deutsche übersetzt). В 1809 году в Париже от имени Аделаиды Орде (Adélaïde Horde) под названием «История Пугачёва» (Histoire de Pugatschew) была издана сокращённая версия книги. Также в 1809 году появилось сразу два перевода: в Италии (под французским названием первого издания в сборнике серии «Библиотека назидательного и приятного чтения») и России. Московское издание в русском переводе с немецкого языка вышло под названием «Ложный Пётр III, или жизнь, характер и злодеяния бунтовщика Емельки Пугачёва. Москва, в вольной типографии Фёдора Любия». Оно фактически представляло собой сокращённый пересказ французского оригинала. Предполагается, что автор текста С. Ф. Переплётчиков выполнил перевод с немецкой публикации романа. Его работа была приобретена книготорговцами Иниховым и Бузуновым, причём рукопись была согласована с Цензурным комитетом. Издание состояло из предисловия; основного текста разделённого на две части (с эпиграфами из сочинений Гавриила Державина); дополнений (официальные документы царских властей, список жертв восстания). Портрет, позаимствованный из французского оригинала, сопровождался надписью «Я к ужасу привык, злодейством разъярён. Наполнен варварством и кровью обагрён» (Александр Сумароков). Видимо из-за цензурных ограничений Переплётчиков изменил название на более приемлемое для властей, переписал текст предисловия, где в новом варианте Пугачёв стал из героя злодеем. Многие из рискованных комментариев политической и антицерковной направленности были опущены. Разрешение на печать было получено от цензора, профессора Императорского Московского университета Николая Кошанского. Однако даже в усечённом виде издание подверглось осуждению со стороны критики и властей. В журнале «Цветник» в 1809 году в укор ставилось то, что «неизвестный автор старается всячески сделать поступки известного злодея извинительными, оправдывает его во многих случаях, придаёт характеру изверга нечто геройское. Рассказывает о нём небылицы, бранит духовенство и правление». В конце 1810 года с книгой лично ознакомился император Александр I, который выразил недоумение как она с таким содержанием могла быть опубликована и попала в продажу. После такой реакции рассмотрение дела попало к министру народного просвещения Алексею Разумовскому, который объявил «строжайший выговор» Кошанскому за «дерзость», проявленную при объяснении своих действий («за вымудренное и кривое толкование пунктов устава о цензуре») о допуске книги. Кроме того, провинившемуся особо было указано, что при таком мышлении он «не может быть терпим в университете, если не переменится». По высочайшему повелению императора торговля романом была запрещена. Однако власти поздно спохватились: из тиража в 1 800 экземпляров было изъято лишь 39, что свидетельствует о значительной популярности книги у публики.
Два экземпляра русского перевода книги находились в личной библиотеке Александра Пушкина, который собирал и изучал литературу при работе над историческим сочинением о событиях пугачёвщины и романом «Капитанская дочка». Пушкин практически не воспользовался сведениями из этой книги, считая её вздорной и лживой, отзывался о ней как о «пустой», «ничтожной» и «глупой». Блок описал ситуацию следующим образом: «Пушкин, без сомнения, был совершенно прав, что не воспользовался романом „Ложный Петр III“ как источником. Для того, чтобы отыскать в этой наскоро собранной коллекции действительно „вздорных выдумок“ хоть какую-нибудь крупицу истины, нужно было овладеть предварительно таким количеством материала, которым Пушкин не располагал и не мог располагать: не забудем, что в период его работы над „Историей Пугачева“ ему не дали возможности ознакомиться со следственным производством». Считается (литературовед Юрий Масанов), что писатель перенёс из романа в «Историю пугачёвского бунта» некоторые сведения из исторических документов, которые приводились в нём. Кроме того, Блок предположил, что Пушкину принадлежал и третий экземпляр книги, откуда писателем были вырваны страницы. На них содержались сведения, которые легли в основу приложения к «Истории Пугачева» — список лиц, казнённых пугачёвцами.